# Ferrocarrils de la Generalitat Valenciana
Ferrocarrils de la Generalitat Valenciana (FGV) és l'operador ferroviari de la Generalitat Valenciana. Fou fundat el 10 de novembre de 1986 per explotar els servicis ferroviaris explotats per Ferrocarrils de Via Estreta (FEVE) al País Valencià traspassats el 13 de juny del mateix any.
En l'actualitat FGV és l'operadora dels tramvies i metros del Metro de València sota el nom comercial Metrovalència, el tren lleuger i tramvia de la Costa Blanca i Alacant anomenats TRAM.
Els ingressos provenen entre un 30 i un 50% de la venda de bitllets (uns 60 milions d'euros), mentre que la resta està cobert pels Pressupostos de la Generalitat. En total l'empresa costa uns 180 milions d'euros anuals i està subvencionada en dos terços.
El 3 de juliol de 2006, a la línia 1 de Metrovalència es va produir un dels més greus accidents de ferrocarril a l'Estat Espanyol, concretament el tercer d'Europa que va acabar amb 43 persones mortes, i 47 ferits de diversa consideració. Vegeu Accident de metro a València del 2006.

## Història

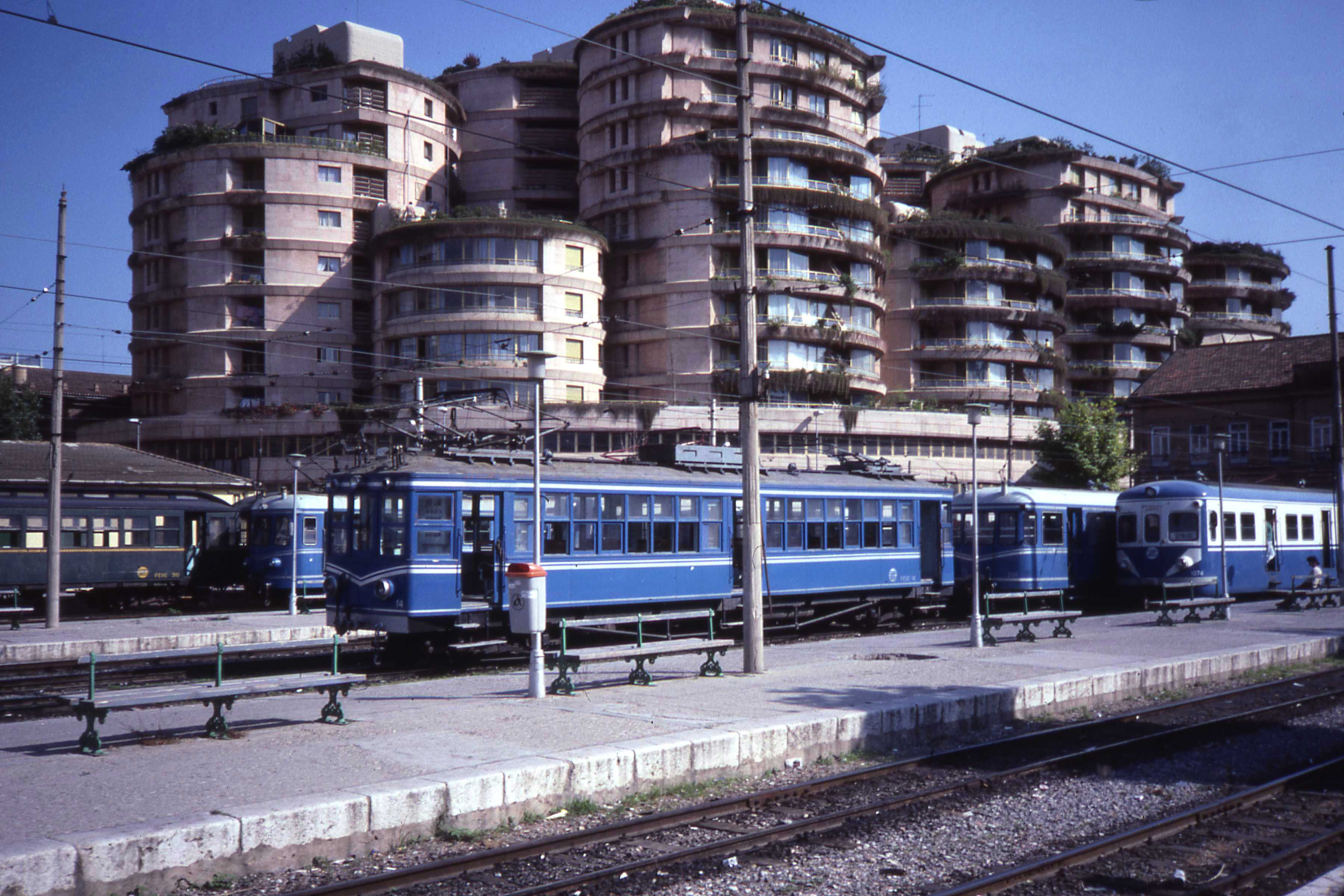
Estació del Pont de Fusta (1987)

L'1 de gener del 1987, Ferrocarrils de la Generalitat Valenciana (FGV) va començar a gestionar l'explotació dels serveis ferroviaris de via estreta al País Valencià. Això va suposar per a la societat valenciana la recuperació del transport públic com un element clau en el desenvolupament metropolità i autonòmic.
Els orígens més pròxims se situen en 1964, quan la Companyia de Tramvies i Ferrocarrils de València (CTFV) i la Companyia dels Ferrocarrils Estratègics i Secundàris d'Alacant (CFESA) van entregar les línies respectives a la Explotació de Ferrocarrils per l'Estat (EFE). Un any després, Ferrocarrils Espanyols de Via Estreta (FEVE), se’n va fer càrrec definitivament. La nova companyia es va dedicar al manteniment i millora d’una xarxa de comunicació que es considerava imprescindible per al transport públic del País Valencià. El 10 de novembre del 1986 es va constituir FGV, empresa de dret públic a la qual se li transfereix la xarxa que fins aleshores gestionava FEVE.
S'iniciava, així, el procés de renovació integral de la xarxa de transport ferroviari de la Generalitat. Progrés i modernitat en creixement i expansió continus, que han permés passar de les 6 línies de 1987 a las 14 línies actuals, amb la millora de les instal·lacions i servicis, afavorint la vertebració del territori valencià.

## Xarxa

Metrovalència

TRAM d'Alacant

### Metrovalència
És la marca sota la qual FGV opera la xarxa de metro i tramvia a l'àrea metropolitana de València. Va crear-se el 16 de setembre de 1998 quan s'inaugurà la línia 3 del servei de metro. Des 2017 està adherida a l'Autoritat de Transport Metropolità de València, que és una entitat pública encarregada de coordinar i planificar el transport públic en aquesta zona.

### TRAM-Metropolità d'Alacant
Basat en l'antic trenet de la Marina, el TRAM Metropolità de la costa és una marca conjunta per al transport en tramvia de la ciutat d'Alacant i la línia de rodalies de via estreta a la Marina Alta i Marina Baixa nascuda el 1999. A part de les sis línies existents, hi ha en projecte la construcció de quatre línies més. Són la Línia 6, la Línia 7 (que connectarà Alacant amb Elx), la Línia 8 (que connectarà terra Mítica amb Benidorm) i la Línia 10 (que enllaçarà Elx amb l'aeroport de l'Altet).
El TRAM és un sistema híbrid de transport que combina el tramvia en superfície i el tren lleuger, tant en superfície com en subterrani fins a velocitats de 110 km/h) en el nucli urbà i fins a poblacions pròximes de l'àrea metropolitana i altres més llunyanes.

## Material rodant
Des de 1986 fins avui els FGV han tingut diverses sèries de tren que han donat servei a la xarxa. Aquests en són alguns exemples:

### Metrovalència
| Model      | Imatge | Núm. sèrie | Fabricant  | Inici | Anotacions |
| ---------- | ------ | ---------- | ---------- | ----- | --- |
| Sèrie 3800 |        | 3801-3825  | Siemens AG | 1994  | El 1994 FGV va reintroduir el tramvia a Espanya com a metro de superfície. És el model més antic en funcionament de FGV                                                                                                |
| Sèrie 4200 |        | 4201-4244  | Bombardier | 2006  | Van començar a prestar servici en 2006 y 2007. Són tramvies de pis baix. Disposa de rampes manuals automàtiques en totes les portes dobles per a facilitar l’accés des de l’andana a les persones en cadires de rodes. |
| Sèrie 4300 |        | 4301-4362  | Vossloh    | 2006  | Semblants en longitud i capacitat a les unitats de la sèrie 3900. Van ser fabricades per Vossloh i van començar a prestar servici en 2007.                                                                             |

### TRAM-Metropolità d'Alacant
| Model      | Imatge | Núm. sèrie | Fabricant       | Inici | Anotacions |
| ---------- | ------ | ---------- | --------------- | ----- | --- |
| Sèrie 2500 |        | 2501-2512  | MAN-Sunsundegui | 2006  | Són unitats que naixen d’una transformació de les unitats 2300. Aquest procés es va dur a terme durant 2005-2006. |
| Sèrie 4100 |        | 4101-4109  | Vossloh         | 2007  | Els trens-tram, amb capacitat per a 303 passatgers i velocitat màxima de 100 km/h, estan capacitats per a poder realitzar trajectes mixtes: de tramvia sobre un traçat urbà o de tren a un mitjà suburbà o metropolità (podent aconseguir en aquest últim cas els 100 km/h). |
| Sèrie 4200 |        | 4201-4244  | Bombardier      | 2006  | Van començar a prestar servici en 2006 y 2007. Són tramvies de pis baix. Disposa de rampes manuals automàtiques en totes les portes dobles per a facilitar l’accés des de l’andana a les persones en cadires de rodes.                                                       |
| Sèrie 500  |        | 5001-5006  | Stadler         | 2019  | |

Per aquestes unitats (sèrie 4100), FGV haurà de pagar una multa a causa d'irregularitats en el contracte dels 9 Tren-Tram a Alstom (en l'actualitat Stadler Rail) denunciades pels aspirants a guanyar el concurs.

### Retirat
| Model        | Imatge | Núm. sèrie | Fabricant                                               | Inici | Fi    | Anotacions |
| ------------ | ------ | ---------- | ------------------------------------------------------- | ----- | ----- | --- |
| Sèrie 500    |        | ND         | WUMAG Alemanya                                          | 1987  | 1987  | Adquirides per la CTFV l'any 1942 i posteriorment operats per FEVE i finalment per FGV durant el seu primer any d'existència. |
| Sèrie 1000   |        | ND         | MACOSA Catalunya                                        | 1987  | 1989  | Encarregades i adquirides per la CTFV en els darrers temps, posteriorment operades per FEVE i finalment per FGV, qui les tingué en servei fins 1989. La seua remodelació va crear la sèrie 3500.                                                                                          |
| Sèrie 2300   |        | ND         | MAN Alemanya                                            | 1987  | 2017? | Adquirides per FEVE de les seues línies de via estreta del nord d'Espanya. Només va operar al línia de la Marina. La seua remodelació va crear la sèrie 2500. |
| Sèrie 3000   |        | ND         | MAN Alemanya                                            | 1999  | 2006  | Adquirides per FGV a FGC per a la línia de la Marina, regió on únicament operaren, i en concret per a la línia a Terra Mítica. |
| Sèrie 3400   |        | ND         | MACOSA Catalunya                                        | 1987  | 1990  | Adquirides a la SNCV el 1971 per FEVE i remodelades per aquesta l'any 1984. FGV els faria servir fins al 1990. |
| Sèrie 3500   |        | ND         | MACOSA                                                  | 1988  | 1995  | Sèrie sorgida de la remodelació i modernització per part de la FGV de la sèrie 1000, inicialment propietat de la CTFV. La sèrie fou donada de baixa amb la posada en marxa de la sèrie 3900.                                                                                              |
| Sèrie 3600   |        | 3601-3610  | Alstom País Valencià                                    | 1987  | 2007  | Adquirides per FGV a FEVE, provinent de les seues línies del País Basc. |
| Sèrie 3700   |        | 3701-3740  | Construcciones y Auxiliar de Ferrocarriles, MTM, MACOSA | 1987  | 2010  | La primèra sèrie de FGV destinada al trànsit de "metro" o soterrat. Tristament recordada per l'accident del metro de València de 2006, va patir diversos accidents abans del seu precipitat fi a causa de l'ús sobrecarregat de les màquines, especialment a la línia 1 de Metrovalència. |
| Sèrie 3900   |        | 3901-3918  | Alstom País Valencià                                    | 1995  | 2015  | 18 unitats de nova construcció per als serveis de metro. |
| Limón Exprés |        | ND         | ND                                                      | 1987  | 2005  | Tren turístic actiu des de 1971, aleshores operat per FEVE. Actualment es troba inutilitzat pel perill que suposa per als passatgers. |